# Andy Whitfield
Andy Whitfield (17. juli 1972 i Amlwch – 11. september 2011 i Sydney) var en walisisk skuespiller og model.

## Karriere
Whitfield voksede op i Amlwch, den nordligste by i Wales. Senere flyttede han til Sheffield i England, og begyndte at studere ingeniørvidenskab på University of Sheffield. Derefter flyttede han til Australien og arbejdede som ingeniør, inden han i 1999 flyttede permanent til Sydney.
I 2007 fik han hovedrollen i den australske actionfilm Gabriel. Whitfield blev for alvor kendt i 2010, da den populære tv-serie Spartacus: Blood and Sand fik premiere. I foråret samme år, imens filmholdet var under forberedelserne til at optage anden sæson af serien, blev Andy Whitfield ramt af kræftsygdommen Non-Hodgkins lymfom. Han begyndte straks at få behandling på en klinik i New Zealand.
18 måneder efter at Whitfield fik konstateret sygdommen, døde han 11. september 2011 i hjemmet i Sydney omgivet af sin kone. Han blev 39 år og efterlod sig ud over hustruen også to børn.

## Filmografi
| Tv   | Tv                           | Tv                 | Tv                                          |
| År   | Titel                        | Rolle              | Noter                                       |
| ---- | ---------------------------- | ------------------ | ------------------------------------------- |
| 2004 | All Saints                   | Matthew Parkes     | "Opening Up" (sæson 2, episode 7)           |
| 2008 | The Strip                    | Charlie Palmer     | (sæson 1, episode 2) (sæson 1, episode 7)   |
| 2008 | Packed to the Rafters        | Nick Leigh         | "All in the Planning" (sæson 1, episode 10) |
| 2008 | McLeod's Daughters           | Brett Samuels      | "Nowhere to Hide" (sæson 8, episode 4)      |
| 2010 | Spartacus: Blood and Sand    | Spartacus          | Hovedrolle                                  |
| 2011 | Spartacus: Gods of the Arena | Spartacus (stemme) | "The Bitter End" (sæson 1, episode 6)       |
| Film |                              |                    |                                             |
| År   | Titel                        | Rolle              | Noter                                       |
| 2007 | Gabriel                      | Gabriel            | Hovedrolle                                  |
| 2010 | The Clinic                   | Cameron Marshall   |                                             |